# Marcianne Mukamurenzi
Marcianne Mukamurenzi (sinh ngày 11 tháng 11 năm 1959) là một cựu vận động viên chạy đường dài người Rwanda. Cô đã giành huy chương vàng và đồng trong 10.000 mét tại Giải vô địch châu Phi năm 1988 và 1989. Cô cũng từng thi đấu cho Rwanda trong Thế vận hội Mùa hè 1984, 1988 và 1992, không bao giờ tiến đến trận chung kết. Năm 1991, cô lập kỷ lục Rwanda hiện tại ở 3000 mét nữ với thời gian 8: 59,90.

## Thành tích
| Năm                                                    | Giải đấu                          | Địa điểm               | Thứ hạng | Nội dung             | Chú thích |
| ------------------------------------------------------ | --------------------------------- | ---------------------- | -------- | -------------------- | --------- |
| 1984                                                   | Olympic Games                     | Los Angeles, Hoa Kỳ    | 20th (h) | 1500 m               | 4:31.56   |
| 1984                                                   | Olympic Games                     | Los Angeles, Hoa Kỳ    | 23rd (h) | 3000 m               | 9:27.08   |
| 1987                                                   | All-Africa Games                  | Nairobi, Kenya         | 2nd      | 10,000 m             | 33:58.55  |
| 1987                                                   | World Championships               | Rome, Italy            | 27th     | Marathon             | 2:49:38   |
| 1988                                                   | African Championships             | Annaba, Algérie        | 1st      | 10,000 m             | 33:03.98  |
| 1988                                                   | Olympic Games                     | Seoul, Hàn Quốc        | 38th     | Marathon             | 2:40:12   |
| 1989                                                   | Jeux de la Francophonie           | Rabat, Maroc           | 2nd      | 3000 m               | 9:10.71   |
| 1989                                                   | Jeux de la Francophonie           | Rabat, Maroc           | 1st      | 10,000 m             | 34:18.84  |
| 1989                                                   | African Championships             | Lagos, Nigeria         | 3rd      | 10,000 m             | 34:09.48  |
| 1990                                                   | World Cross Country Championships | Aix-les-Bains, Pháp    | 19th     | Senior race (6 km)   | 19:59     |
| 1991                                                   | World Cross Country Championships | Antwerp, Bỉ            | 10th     | Senior race (6.4 km) | 20:57     |
| 1992                                                   | Olympic Games                     | Barcelona, Tây Ban Nha | 24th (h) | 10,000 m             | 33:00.66  |
| (h) Indicates overall position in the qualifying heats |                                   |                        |          |                      |           |